# Stuck in Love
Stuck in Love is een dramafilm uit 2012. Deze film is geregisseerd en geschreven door Josh Boone en uitgegeven door Millennium Entertainment.
De hoofdrollen worden gespeeld door Jennifer Connelly, Greg Kinnear, Lily Collins, en Logan Lerman. Het verhaal gaat over de relatie tussen een succesvol auteur, gespeeld door Greg Kinnear, en zijn ex-vrouw, Jeniffer Connelly, en hun zoon en dochter.

## Verhaal
Schrijver Bill Borgens heeft het zeer moeilijk om de eindjes aan elkaar te knopen sinds zijn vrouw Erica hem drie jaar geleden heeft verlaten voor een jongere man. In de plaats van werken voor een nieuw boek, geraakt hij geobsedeerd door zijn ex, hij bespioneert haar en haar nieuwe man terwijl hij doet alsof hij aan het joggen is. Elk jaar met Thanksgiving houdt Bill een plek vrij aan tafel voor zijn ex, omdat ze hem gevraagd heeft op haar te wachten. Zijn zoon Rusty vindt dit vreselijk. 
Dit jaar met Thanksgiving komt Bills negentien jaar oude dochter Sam thuis van de universiteit met geweldig nieuws: haar eerste boek is geaccepteerd door de uitgeverij voor publicatie. Bill is zowel enthousiast, omdat hij altijd al wou dat zijn kinderen allebei schrijvers werden, als geïrriteerd, omdat ze dit boek schreef zonder zijn hulp. Hij stelt voor aan Sam om het goede nieuws te delen met Erica, maar ze weigert, omdat ze denkt dat haar moeder haar vader verraden heeft en wil haar nooit meer zien.
Diep gekwetst door het weggaan van haar moeder, heeft Sam een muur geplaatst tussen zichzelf en de liefde. Ze heeft alleen onenightstands en relaties die niet veel voorstellen om niet gekwetst te worden. Wanneer haar klasgenoot Lou probeert een echte relatie met haar aan te gaan, bespot ze hem en gaat ze weg voordat ze kan toegeven dat hij haar geraakt heeft. Wanneer Lou niet meer naar de schrijfles komt die ze allebei volgen, zoekt Sam hem en volgt hem naar het zijn huis, waar zijn moeder op sterven ligt. Zelfs Sam die anders altijd zo cynisch is kan de moed van Lou niet weerstaan in het gezicht vol tragedie.
Ondertussen, is Rusty gewoon een soort jongen die zijn zus haat. Hij is het romantische type en hoopt een vrouw in nood te redden. Hij krijgt zijn kans wanneer de mooie Kate, zijn geheime liefde aan wie hij zijn gedichten vereerd, ruzie heeft met haar vriend, en hij neemt zijn kans. Al gauw zijn Rusty en Kate onafscheidelijk, maar omdat Rusty zo verblind is door de liefde merkt hij niet hoeveel problemen Kate echt heeft.
Wanneer Erica naar de introductie gaat van Sam’s boek, is ze woest door de afwijzing van haar dochter. Wanneer de familie Borgens oude koeien uit de sloot beginnen te halen en nieuwe problemen hierna volgen, wordt Kate helemaal gek. Ze zullen alles moeten doen wat ze kunnen om haar te redden, maar ze moeten hun problemen opzij zetten om dit te doen lukken.

## Rolverdeling
- Greg Kinnear als Bill Borgens
- Jennifer Connelly als Erica
- Lily Collins als Samantha Borgens
- Logan Lerman als Lou
- Nat Wolff als Rusty Borgens
- Liana Liberato als Kate
- Stephen King als zichzelf
- Kristen Bell als Tricia
- Spencer Breslin als Jason
- Patrick Schwarzenegger als Glen
- Rusty Joiner als Martin